# 塞尔韦拉-德布伊特拉戈
塞尔韦拉-德布伊特拉戈，是西班牙马德里自治区的一个市镇，距离马德里83公里。总面积12平方公里，总人口180人（2013年），人口密度15人/平方公里。